# Акколь (Атырауская область)
Акколь (каз. Ақкөл) — село в Курмангазинском районе Атырауской области Казахстана. Административный центр и единственный населённый пункт Аккольского сельского округа. Находится в 15 км к северо-западу от районного центра — села Курмангазы (до 2018 г. - Ганюшкино). Основано в 1971 году в связи с сооружением железной дороги Атырау — Астрахань. Код КАТО — 234635100.
Железнодорожная станция Ганюшкино.

## Население
В 1999 году население села составляло 4646 человек (2391 мужчина и 2255 женщин). По данным переписи 2009 года, в селе проживало 4596 человек (2316 мужчин и 2280 женщин).